# تعداد اليمن 2004
التعداد العام للسكان والمساكن والمنشآت 2004 هو التعداد الثاني في الجمهورية اليمنية منذ قيامها في 1990، وذلك وفقًا لما يتطلبه الدستور بإجراء تعداد عام للسكان. 
يتم خلال التعداد تجميع وتحليل البيانات الخاصة بالسكان والمساكن والمنشئات في اليمن، بهدف إتاحتها لصنَاع القرار في الجهات الحكومية، والقطاع الخاص وأفراد المجتمع للاستفادة منها. تم تطوير آلية عملة من الجانب العملي والعلمي على التعدادات السابقه (خلال دورة تعدادات 1990 ودورة تعدادات 2000) والعمل على تحسن أداء أجهزة الإحصاء الوطنية في تنفيذ التعدادات السكانية في ذلك الوقت بالإضافة إلى الاستفادة من تطورات الدول المتقدمة والتي تعاونت وساهمت بتقديم خبراتها الفنية والعملية في تنفيذ التعدادات السكانية، الأمر الذي دفعها إلى اتخاذ قرارات في عدم تنفيذ المسوحات البعدية لأسباب علمية وعملية. أما الأسباب العلمية فتتمثل في وجود طرق أخرى أكثر كفأه من المسوحات البعدية وتتمثل في أساليب التحليل الديموغرافي والمسوحات المتخصصة مثل مسح الدخل والإنفاق، أما الأسباب العملية فيتمثل في التكلفة المرتفعة لها واستحالة استخدام معاملات التصحيح في تغيير بيانات التعداد إجماليا لأن الرقم الإجمالي للسكان هو محصلة تراكمية لتجميع سكان  التجمعات السكانية التي يبلغ عددها في الجمهورية اليمنية 133 ألف تجمع سكاني وبالتالي فإن معامل التصحيح سيطبق على أي من هذه التجمعات. وبعد إجراء دراسات من قبل خبراء دوليين في هذا المجال واجتماعات وورشات عمل تم الخروج والاتفاق على الية التنفيذ للتعداد السكاني لعام 2004 وتلخص بالتالي:
- تقرر أن يكون حصر المباني والأسر والمساكن والمنشآت مرحلة ميدانية مستقلة بدأت في يونيو 2004 وانتهت في أغسطس 2004م وبعدها بثلاثة أشهر ونصف بدأت المرحلة الميدانية الأخيرة لعد السكان. وقد كان لهذا الإجراء أثر كبير في توفير بيانات للاستفادة منها عمليا في تكوين إطار التجمعات السكانية ووضع حجوم فعلية لمناطق العد ناهيك عن إمكانية مضاهاة نتائجها بنتائج مرحلة العد.
- وقد تبين عند مقارنة نتائج مرحلة حصر المباني والمساكن والأسر والمنشآت مع مؤشرات نتائج مرحلة العد بأنها كانت متوافقة إلى حد كبير مع وجود فروقات بسيطة لها ما يبررها وعليه فإن منهجية مقارنة نتائج المرحلتين تتفق مع ما جاء في تقرير الخبراء فيما يخص الوسيلة الثالثة من وسائل تقييم نتائج التعداد مع نتائج مسوح متخصصة نفذت قبل فترة قصيرة. والجدول التالي يوضح الفروق بين نتائج الحصر والنتائج الأولية للتعداد وليست النهائية.[1][2]

| البيانات          | البيانات | البيانات              | حسب نتائج مرحلة الترقيم والحصر | حسب نتائج مرحلة العد | حسب نتائج مرحلة العد | الإنحراف (الزيادة / النقص) في مرحلة العد مقارنة بمرحلة الحصر | الإنحراف (الزيادة / النقص) في مرحلة العد مقارنة بمرحلة الحصر |
| البيانات          | البيانات | البيانات              | حسب نتائج مرحلة الترقيم والحصر | حسب نتائج مرحلة العد | حسب نتائج مرحلة العد | الزيادة / النقص                                              | النسبة %                                                     |
| التجمعات السكانية | الحضر    | عدد الحارات           | 3,642                          | 3,642                | -                    | -                                                            | -                                                            |
| التجمعات السكانية | الريف    | عدد القرى             | 40,189                         | 40,621               | 432                  | 432                                                          | %1.1                                                         |
| التجمعات السكانية | الريف    | عدد المحلات           | 87,606                         | 88,678               | 1,072                | 1,072                                                        | %1.2                                                         |
| التجمعات السكانية | الريف    | إجمالي القرى والمحلات | 131473                         | 132941               | 1,504                | 1,504                                                        | %1.2                                                         |
| المساكن           | المساكن  | المساكن               | 2,834,336                      | 2,882,034            | 2,882,034            | 47,698                                                       | %1.7                                                         |
| الأسر             | الأسر    | الأسر                 | 2,790,418                      | 2,762,006            | 2,762,006            | -28,412                                                      | %1.1-                                                        |
|                   |          |                       |                                |                      |                      |                                                              |                                                              |

لا يشمل الجدول المدن وعواصم المديريات والأحياء والجزر.

## تقارير التعداد
- التقرير الأول:
  - "الجهاز المركزي للإحصاء - الاطار العام للنتائج النهائية للسكان". الجهاز المركزي للإحصاء - اليمن. مؤرشف من الأصل في 2014-10-08. اطلع عليه بتاريخ 2023-06-02. (التقريرالأول)
  - "تقرير بيانات حصر المباني" (PDF). الجهاز المركزي للإحصاء - اليمن. مؤرشف من الأصل (pdf) في 2008-12-23. اطلع عليه بتاريخ 2023-06-02.
  - "تقرير بيانات حصر المنشآت" (PDF). الجهاز المركزي للإحصاء - اليمن. مؤرشف من الأصل (pdf) في 2008-12-23. اطلع عليه بتاريخ 2023-06-02.
- التقرير الثاني:
  - "التقرير الثاني - الخصائص الديمغرافية للسكان (الجزء الأول، الفصول من الأول إلى الرابع عشر)" (PDF). الجهاز المركزي للإحصاء - اليمن. مؤرشف من الأصل (pdf) في 2022-10-01. اطلع عليه بتاريخ 2023-06-02.
  - "التقرير الثاني - الخصائص الديمغرافية للسكان (الجزء الثاني، الملاحق)" (PDF). الجهاز المركزي للإحصاء - اليمن. مؤرشف من الأصل (pdf) في 2022-10-01. اطلع عليه بتاريخ 2023-06-02.
- التقرير الثالث:
  - "التقرير الثالث - الخصائص الاقتصادية للسكان (الجزء الأول، الفصول من الأول إلى العاشر)" (PDF). الجهاز المركزي للإحصاء - اليمن. مؤرشف من الأصل (pdf) في 2021-06-25. اطلع عليه بتاريخ 2023-06-02.
  - "التقرير الثالث - الخصائص الاقتصادية للسكان (الجزء الثاني، الفصل الحادي عشر، جداول المخرجات، الملاحق)" (PDF). الجهاز المركزي للإحصاء - اليمن. مؤرشف من الأصل (pdf) في 2021-06-25. اطلع عليه بتاريخ 2023-06-02.
- "الخصائص الديمغرافية للسكان & الخصائص الاقتصادية للسكان لجميع محافظات ومديريات الجمهورية". الجهاز المركزي للإحصاء - اليمن. مؤرشف من الأصل في 2014-08-14. اطلع عليه بتاريخ 2023-06-02.